# Johorea
Johorea Locket, 1982 è un genere di ragni appartenente alla famiglia Linyphiidae.

## Etimologia
Il nome deriva dallo Stato malese di Johor, nel cui territorio sono stati rinvenuti gli esemplari.

## Distribuzione
L'unica specie oggi attribuita a questo genere è stata reperita nella Malaysia peninsulare, nello Stato di Johor.

## Tassonomia
A dicembre 2011, si compone di una specie:
- Johorea decorata Locket, 1982[3] — Malesia